# Championnat de Belgique de beach soccer
 (mai 2022).
Le championnat de Belgique de beach soccer est une compétition annuelle de beach soccer disputée entre les clubs belges.

## Histoire
En suivant les débuts en beach soccer de la sélection belge, un groupe d’amis se prend de passion pour cette activité. Afin d’assouvir un besoin de pratique, ils décident d’organiser un tournoi sur la plage lors de l’été 2003. Sans réelle ambition mais avec la ferme intention de respecter les valeurs de ce sport : combiner festif, fair-play et compétition amicale, ils se lancent dans son organisation. 16 équipes s'inscrivent en moins d’une semaine et ce premier évènement est une réussite totale. Conscient de ce qu’ils parviennent à mettre en place cette bande d’amis se constitue par la suite en Association Sans But Lucratif, un statut juridique belge, et organise un championnat officieux de Belgique jusqu’en 2008.
À partir de cette date les choses vont changer au niveau de la structure de cette compétition. La discipline est en constante évolution et pour continuer à grandir il était nécessaire de commencer à harmoniser le travail réalisé sur le plan national. Le beach soccer devient en 2009 sous la responsabilité des fédérations nationales de football. Ainsi la Belgique doit se soumettre à cette règle initiée par la FIFA en laissant la discipline et son championnat, qui revêt désormais un caractère officiel, entre les mains de l’URBSFA.
Malheureusement, la fédération préfère louer la licence « Beach Soccer » à une société privée : Winwave (société de marketing spécialisée dans le sport) qui se charge d’organiser le championnat. De ce fait, l’organigramme de gestion du Beach Soccer en Belgique n’est pas des plus claires : la fédération de football en est le référent, la société privée organise toute la logistique nécessaire, et il y a une seule personne externe (Fabian Beauclercq) comme unique responsable de la gestion sportive. Cette ignorance de la fédération, bien moins affirmée que la détermination des pratiquants, ne freine en rien le succès de cette compétition.

## Format

### Serie A
La Belgium Beach Soccer League (BBSL) réunit plus de 30 équipes issues de toutes les provinces du pays. Regroupées dans deux divisions de niveaux différents, celles-ci se retrouvent sur plusieurs tournois avec pour objectif soit le titre de champion de Belgique pour la Série A, soit les meilleures places de Série B pour être promu en Série A. La première division regroupe les meilleures équipes du royaume qui se rencontrent sous forme de championnat en match aller uniquement. À la fin de cette phase dite de groupe, les mieux classés sont qualifiés pour la phase finale qui se déroule en matches à élimination directe.
Les matchs se jouent en deux fois 12 minutes sans prolongation ni tirs au but en cas d'égalité à l'issue du temps réglementaire. Les points sont attribués comme au football traditionnel : 3 points par victoire, 1 en cas de match nul et 0 pour une défaite. Les six premiers sont qualifiés pour la phase finale tandis que les 2 derniers descendent en Série B. Pour la phase finale, les 6 équipes sont séparées en deux poules constitué par rapport au classement de la phase classique. Les deux premiers sont qualifiés pour les demi-finales.
À noter pour la petite histoire, en 2016, la fédération souhaitant introduire le beach soccer en Province de Namur, une invitation est lancée et trouve preneur du côté de Ciney. En effet, inspiré par la précédente expérience positive des Luxembourgeois du FS23 Marche, le Poséidon Ciney Beach Soccer Club voit le jour ! Ses couleurs seront le bleu ciel pour le maillot et bleu marine pour le short.
Dans cette idée, la fédération les invita à participer en « VIP » à la Série A pour bien les accueillir mais l'impensable se produisit : en effet, cette équipe composé de joueurs de foot et/ou de mini foot, dont seul le gardien est blanc et belge, et dont tous les joueurs de champs sont africains et donc noirs, ne va participer qu'à la dernière manche du championnat et réussir l'exploit de se maintenir en Série A pour la saison suivante, la saison 2017!
En effet, ils ont réussi à gagner un match, 5 à zéro, contre MTB Bruxelles, ce match pouvait s'apparenter à un derby, étant donné que MTB, signifie Matonge Bruxelles et est l'équipe du quartier congolais de Bruxelles.
En 2016, la Série A se composait en plus de 19 équipes dont les 12 premières étaient qualifiées pour les "playoff".
Poséidon Ciney Beach Soccer Club réussit donc à éviter la dernière place descendante directe en série b, au détriment de FC Mytho. Et termina à égalité parfaite avec les brabançons d'Ohain. Mais ces derniers ne sachant pas s'ils allaient continuer ou pas, préféraient dans un premier temps descendre en série b (ils cesseront leur activité peu après)!
À noter que FC Mytho et Ohain avaient participé à l'entièreté du championnat, contrairement à Ciney qui n'a donc participé qu'à une seule manche et continua donc en 2017 où autre exploit, Ciney réussit à battre LSA Chaudfontaine-Perwez, le champion de Belgique de 2016!

### Serie B
La Série B de la BBSL est la deuxième division du Beach Soccer en Belgique. Toutes les équipes qui ne sont pas qualifiées pour disputer la Série A peuvent s’inscrire à un ou plusieurs tournois dans le but de se qualifier à la phase finale de la Série B, et tenter d’être promu en Série A la saison suivante. Lors de chaque tournois qualificatifs, les 2 finalistes sont qualifiés pour la phase finale. Au maximum 12 équipes se disputent donc le titre de champion Série B du championnat de Belgique de Beach Soccer. Le champion et le second classé de la phase finale sont promus dans le championnat de Série A la saison suivante.

## Palmarès
Non officiel :
- 2005 : Newteam Waterloo
- 2006 : Newteam Waterloo
- 2007 : SKDB Braine

Officiel :
- 2008 : SKDB Braine
- 2009 : Joyeux Loufoques Nivelles
- 2010 : AFCM Braine
- 2011 : Cartel Waterloo
- 2012 : New Team Waterloo
- 2013:  SKDB Braine
- 2014:  LSA Chaudfontaine
- 2015:  Cartel Waterloo
- 2016: LSA Chaudfontaine-Perwez
- 2017: Vamos Braine le Château
- 2018: Cartel Waterloo
- 2019: Newteam Brussels

## Clubs pour la saison 2013

### Serie A
Les 14 équipes prenant part à la saison 2013 de Serie A :
- New Team Waterloo
- Joyeux Loufoques Nivelles
- SKDB Braine
- Cartel Waterloo
- BS Perwez
- Stockay St Gilles
- 1420 Braine L’Alleud
- 1440 BLC
- FS23 Marche
- S Bruxelles
- BS Visé
- PB Braine Le Château
- AFCM Braine
- ST Nivelles

### Serie B
Équipes prenant part à la saison 2013 de Serie B :
- ENEN Crew (Nivelles)
- Madjer77 (Gent)
- GAC Lasne
- Sporting Antwerpen
- TS Antwerpen
- Samba In Het Air (Antwerpen)
- NOH Shadow (Neder-Over-hembeek)
- Dids Team (Antwerpen)
- Zatte Vrienden (Antwerpen)